# Mitracarpus sagraeanus
Mitracarpus sagraeanus är en måreväxtart som beskrevs av Dc.. Mitracarpus sagraeanus ingår i släktet Mitracarpus och familjen måreväxter. Inga underarter finns listade i Catalogue of Life.